# Short Type 320
Lo Short Type 320, noto anche come Short Admiralty Type 320, è stato un idrovolante britannico a due posti, da bombardamento ed aerosilurante della prima guerra mondiale.

## Storia del progetto
Lo Short Type 320 è stato progettato per soddisfare il requisito ufficiale per un idrovolante in grado di trasportare un siluro Mark IX. Era più grande del precedente Short Type 184 ed era un tipico design Short del tempo. Furono costruiti due prototipi, equipaggiati con un motore Sunbeam Cossack da 310 CV ed inizialmente conosciuti come Short 310 Type A dal motore montato sui prototipi. Quando il bombardiere con siluro entrò in produzione, era alimentato da un motore Cossack da 320 CV (238 kW) che era l'origine del nome, Type 320.
Allo stesso tempo, mentre la Shorts progettava il bombardiere a siluro 310 Type A, produsse un design simile per un idrovolante da pattugliamento, alimentato dallo stesso motore Cossack e con la stessa fusoliera, ma con piani alari delle medesime dimensioni, invece delle ali di dimensioni differenti del bombardiere con siluro, noto come Short 310 Type B o North Sea Scout e due prototipi furono ordinati.
La priorità è stata data al bombardiere con siluro; il primo fu pronto nel luglio 1916, il secondo nell'agosto dello stesso anno ed i prototipi furono destinati al teatro dell'Adriatico. Nel settembre 1916, il primo prototipo di aereo da pattugliamento fu terminato, ma si dimostrò poco migliore dello Short Type 184 già in servizio e non fu ordinato in produzione. Il secondo prototipo, Type B, fu completato come bombardiere con siluro di tipo A.
Come negli idrovolanti biplani convenzionali, il siluro veniva trasportato tra il fondo della fusoliera ed i galleggianti. Insolitamente, l'aereo aveva la cabina di pilotaggio con i comandi di volo nella postazione posteriore, anche se questo causava problemi per l'osservatore posto sul sedile anteriore. L'osservatore doveva usare la mitragliatrice, che era in piano con l'ala superiore. Quando veniva trasportato anche il siluro, l'aereo non poteva alloggiare contemporaneamente un osservatore.
Il primo ordine siglato con la Shorts fu per 30 aerei, seguito da ordini per altri 24 e 20 aerei, insieme agli ordini per altri 30 e 20 velivoli contratti con la Sunbeam. Considerando anche i tre prototipi, la produzione totale è stata di 127 Short Type 320.

## Impiego operativo
Nel febbraio 1917 furono ordinati 25 aerei e prima della fine di aprile 1917, furono consegnati alcuni esemplari al Royal Naval Air Service in Italia. Due incidenti con l'aereo, con la fusoliera che collassò dopo il rilascio del siluro, ritardarono il suo utilizzo nelle operazioni. La causa è stata successivamente individuata nel metodo di fissaggio dei fili di rinforzo della fusoliera.
Nella primavera del 1917 arrivarono ad Otranto 9 esemplari della Royal Naval Air Service. Il primo utilizzo operativo fu il 2 settembre 1917, quando sei aerei (cinque con siluri e uno con bombe) furono trainati su zattere 50 miglia a sud della Baia di Traste per permettere loro di attaccare sommergibili nemici distaccati al largo di Cattaro. Dovevano essere sistemati in posizione perché non potevano trasportare abbastanza carburante per la missione con un siluro. L'operazione non ebbe esito positivo; con un vento di burrasca e mare pesante, due degli aerei non riuscirono a decollare, quindi l'impresa fu abbandonata. Durante il viaggio di ritorno, un aereo è andato perduto e gli altri sono stati danneggiati. Sembra che il Type 320 non abbia mai lanciato un siluro in azione.
Nel febbraio 1918, a causa della mancanza di esperienza operativa, quattro aerei furono assegnati alla base di Calshot, nell'Hampshire, per esperimenti con il lancio dei siluri. Furono fatte quaranta prove che si rivelarono una preziosa fonte di informazioni sull'entrata in acqua dei siluri da diverse altezze e velocità. L'aereo continuò ad essere utilizzato come idrovolante da ricognizione fino alla fine della guerra.

## Utilizzatori
Giappone
- Dai-Nippon Teikoku Kaigun Kōkū Hombu solo un esemplare[1]

 Regno Unito
- Royal Naval Air Service
- Royal Air Force